# Sông Tha Chin

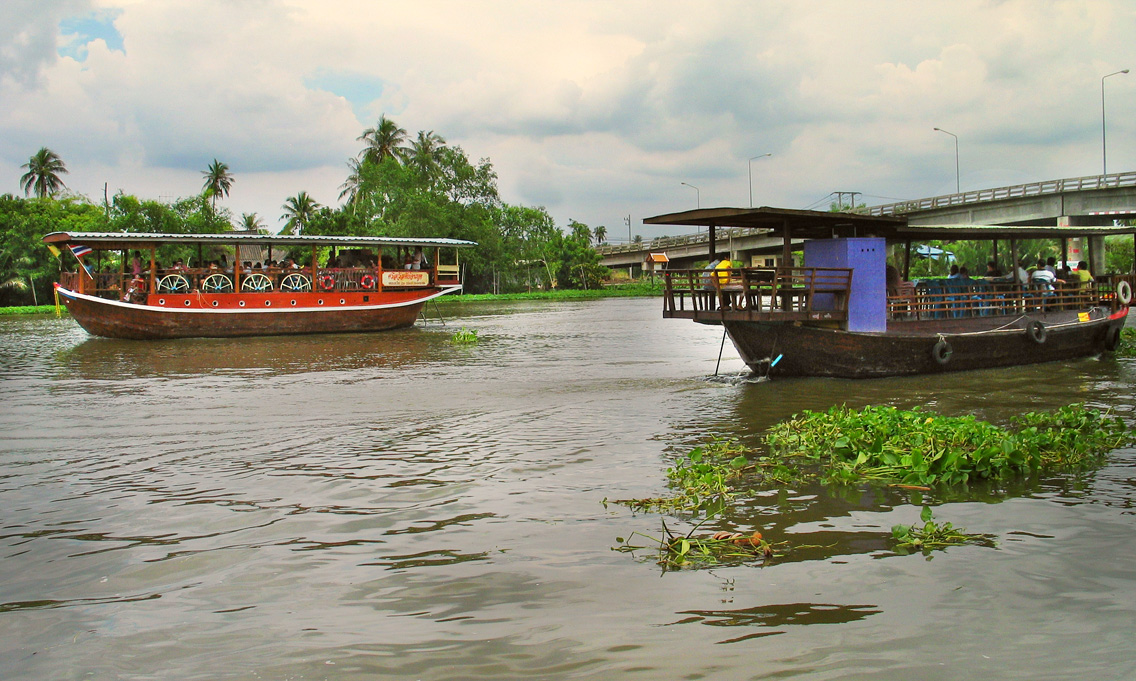
Thuyền du lịch trên sông Tha Chin gần Nakhon Chaisi

Tha Chin (tiếng Thái: ท่าจีน) là một nhánh sông của sông Chao Phraya tại Thái Lan. Sông này tách ra gần thị xã Chainat và sau đó chảy về hướng Tây từ Chao Phraya qua đồng bằng miền Trung cho đến khi đổ vào Vịnh Thái Lan tại thị xã Samut Sakhon.
Trên thực tế, sông này có nhiều tên gọi. Sau khi nó phân chia khỏi sông Chao Phraya tại Chainat, nó được gọi là sông Makhamthao, còn khi chảy qua Suphan Buri nó là sông Suphan, còn khi chảy qua Nakhon Pathom nó trở thành sông Nakhon Chaisi và chỉ gần cửa sông tại Samut Sakhon nó trở thành sông Tha Chin, tên được đặt theo tên của Samut Sakhon.